# جون لارسن (رسام)
جون لارسن (بالدنماركية: Knud Larsen)‏ هو رسام دنماركي، ولد في 27 أغسطس 1865 في Vinderød ‏ في الدنمارك، وتوفي في 7 ديسمبر 1922 في فريدريكسبرغ في الدنمارك.